# جيمي داير
جيمي داير (بالإنجليزية: Jimmy Dyer)‏ (24 أغسطس 1883 بإنجلترا في المملكة المتحدة - 1971) هو لاعب كرة قدم بريطاني (وحمل سابقاً جنسية المملكة المتحدة لبريطانيا العظمى وأيرلندا) في مركز الهجوم. لعب مع مانشستر يونايتد ونادي دونكاستر روفرز ووست هام يونايتد.